# Bürstenschleifgerät
Ein Bürstenschleifgerät ist ein elektrisch betriebenes Gerät mit verschiedenen Aufsätzen. Es wird zur mechanischen Reinigung bei kosmetischen Behandlungen eingesetzt. 
Die Geschwindigkeit kann variabel eingestellt werden. Durch die unterschiedlichen Schnelligkeiten, Drehungen der Aufsätze, entstehen bei der Anwendung unterschiedliche Wirkungen.

## Anwendung
Das Bürstenschleifgerät wird zur Tiefenreinigung, bei einem Peeling, beim Trocken- und Naßschleifen und zur Bürstenmassage benutzt.
Der eigentliche Zweck einer Hautreinigung ist es, alle Substanzen, wie z. B. Schmutz- und Staubteilchen, die sich auf der Hautoberfläche befinden, zu entfernen. Da die Porenöffnungen der Haut sehr klein sind, ist ein Einarbeiten von Wirkstoffen, wie z. B. Reinigungsmilch, mit den Fingerkuppen nur oberflächlich möglich. Zur intensiveren Einarbeitung der Produkte wird in der Kosmetik das Bürstenschleifgerät eingesetzt.
Zur Tiefenreinigung wird ein Bürstenaufsatz montiert und es wird mit einem Reinigungspräparat, z. B. Reinigungsmilch, gearbeitet. Bei einem Peeling wird mit einem Schwammaufsatz gearbeitet und es wird ein Peelingprodukt verwendet. Beim Trocken- und Naßschleifen wird ein Schleifsteinaufsatz eingesetzt. Zur Bürstenmassage wird wie bei der Tiefenreinigung ein Bürstenaufsatz genommen. Das Bürstenschleifgerät gehört wie das Gesichtsdampfbad, das Iontophoresegerät und das Ozonhandgerät zur apparativen Kosmetik.